# Fittkaulus cururuensis
Fittkaulus cururuensis is een haft uit de familie Leptophlebiidae. De wetenschappelijke naam van de soort is voor het eerst geldig gepubliceerd in 1986 door Savage.
De soort komt voor in het Neotropisch gebied.